# Star Sat Radio

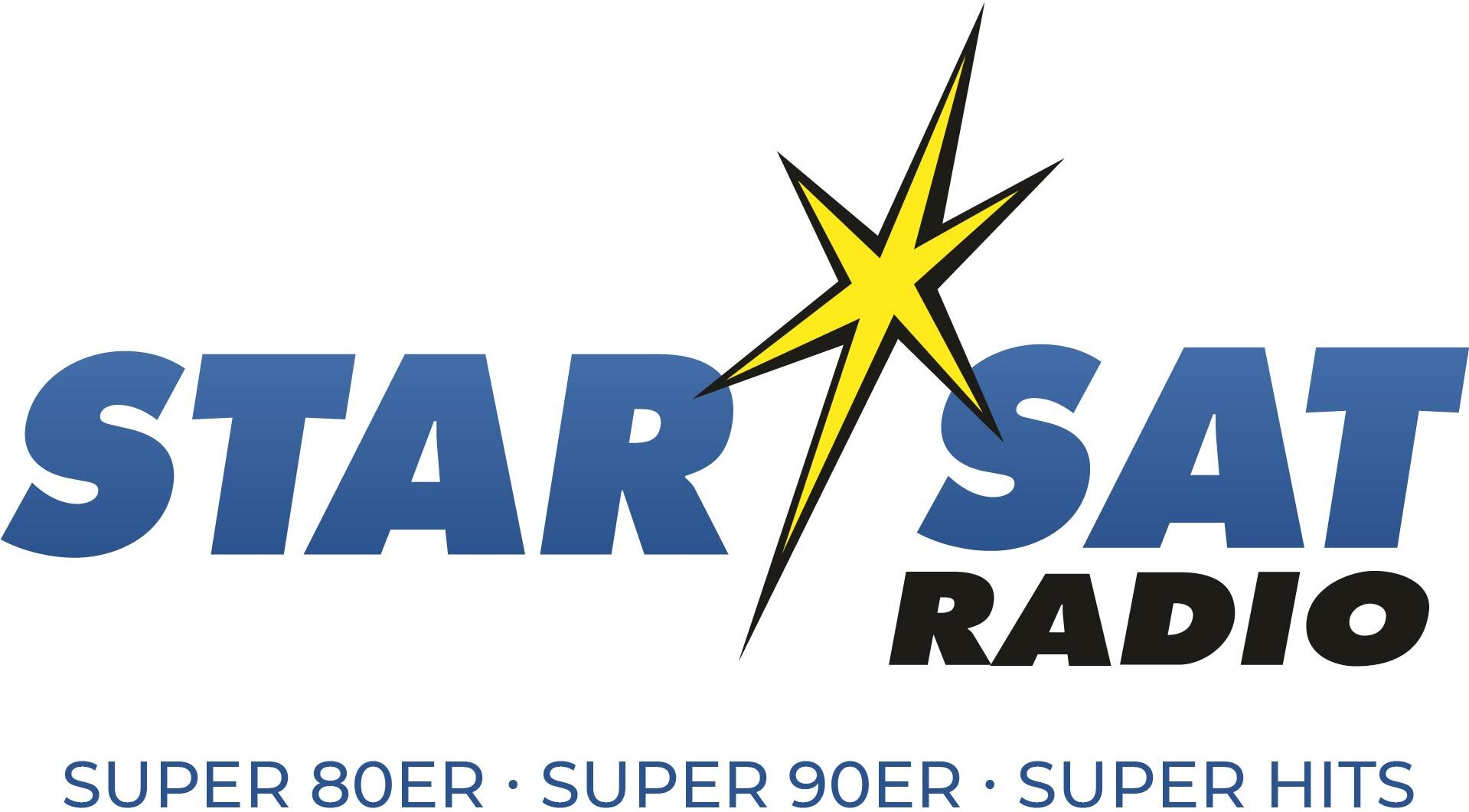

Star*Sat Radio ist ein deutscher Radiosender, der in Berlin und Hamburg via DAB+ sendet. Nach eigenen Angaben spielt Star*Sat Radio „Super 80er,  Super 90er, Super Hits“. Der Sender ist bei der Medienanstalt Berlin-Brandenburg (MABB) lizenziert und verfügt über eine bundesweite Zulassung.

## Geschichte
Star*Sat Radio wurde 1987 von Jo Lüders und Peter Pelunka in München gegründet. „Hits aus 40 Jahren Popgeschichte“ war das Motto, ab 1988 auch auf der UKW-Frequenz von „89 München“, 89,0 MHz. Davor sendete man bereits im Kabelnetz München. Der Sender ging als erstes deutsches Satellitenradio über die Satellitensysteme ECS1, Kopernikus und Astra auf Sendung.
Star*Sat Radio lief ohne Moderation und wurde daher Ende der 1980er und Anfang der 1990er von vielen Kneipen, Kinos etc. als Hintergrundmusikprogramm gewählt. Sat.1 verwendete Star*Sat Radio als Begleitton zu seinem Testbild in der programmfreien Zeit. Star*Sat Radio war als Rahmenprogramm bei anderen privaten UKW-Stationen in verschiedenen Teilen Bayerns und Baden-Württembergs sowie in Südtirol bis zum Gardasee zu hören. Außerdem in Deutschland über das Kabelnetz und über weitere Kabelnetze und Radiostationen in Europa.
Star*Sat Radio wurde ab 24. August 1989 auch im digitalen Satellitenradio DSR bis zur Abschaltung des Systems am 16. Januar 1999 verbreitet. Hier sendete man ein tägliches, halbstündiges Rheinland-Pfalz-Magazin, das in einem Studio in Ludwigshafen produziert wurde.
Ab Herbst 1992 wurde das Programm in Dauner Studios produziert. Veranstalterin war dann die Firma Technisat in Daun.
Mitte der 1990er hatte Star*Sat Radio auch einige Stützfrequenzen in Rheinland-Pfalz. Nach 2000 scheiterte der Versuch vom Eigentümer Technisat, Star*Sat Radio und weitere Ableger als Pay-Radio in Deutschland zu etablieren. Auch mit dem Aufkommen der Webradios sank das Interesse, so dass Star*Sat Radio 2008 eingestellt wurde.
Im Jahr 2014 wurde Star*Sat Radio von der Radio B2 GmbH, die über die Markenrechte verfügt, wiederbelebt. In Berlin sendet Star*Sat Radio über DAB+ auf Kanal 7B. Seit 10. November 2022 ist Star*Sat Radio auch in Hamburg über DAB+ auf Kanal 10D zu empfangen. Außerdem ist der Sender im Kabelnetz von Pÿur, online und in der App zu hören.